# 道の駅庄和

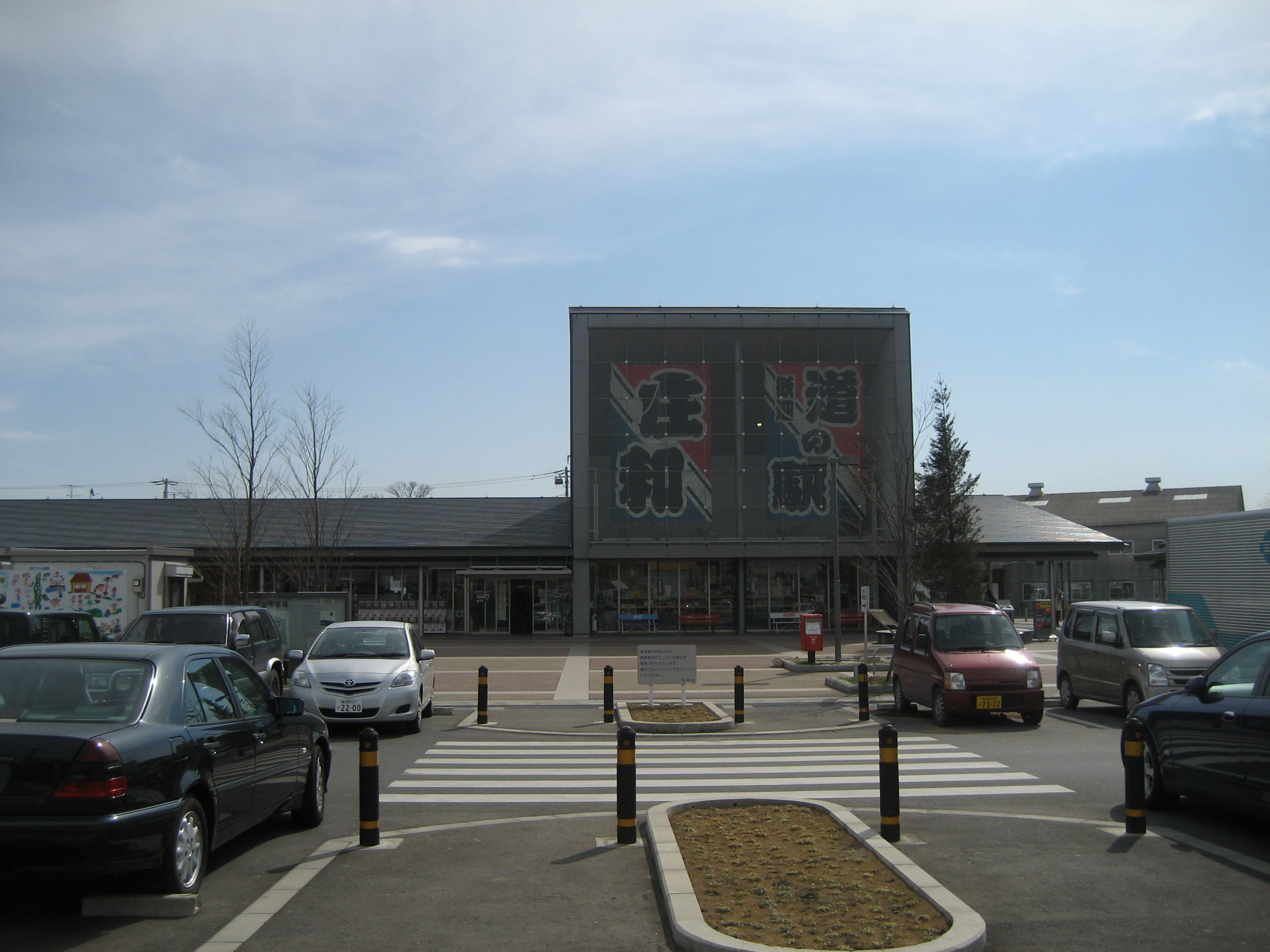
本館に飾られている大凧

道の駅庄和（みちのえき しょうわ）は、埼玉県春日部市上柳にある国道4号の道の駅である。

## 概要
新4号国道の埼玉県内区間では唯一の道の駅である。
食事、トイレ、地元産品の直売など、道の駅の機能自体は他の道の駅と概ね大差は無いが、この施設最大の特徴は、食彩館という食堂施設が別棟で設置されていることである。
本館である特産物販売所には巨大な大凧が飾られており、道の駅のシンボルになっている。また、大凧と同じ型のミニチュア凧の注文販売なども行っている。

## 施設
- 駐車場
  - 普通車：160台
  - 大型車：42台
  - 身障者用：2台
- トイレ（いずれも24時間利用可能）
  - 男：大 4器、小 11器
  - 女：29器
  - 身障者用：2器
- 特産物直売所
- 宝くじ販売所
- 食彩館

## 食彩館
道の駅本館の東側にあるレストランコーナー（食堂施設）である。2005年（平成17年）8月21日開業。
現在の店内には、中華料理・ラーメン店とそば店の2軒のカウンターが並ぶ。全店舗自動券売機による食券セルフ式となっている。

## 休館日
- 1月1日 - 1月2日

## アクセス
- 新4号国道
- 埼玉県道42号松伏春日部関宿線
  - 国道16号春日部野田バイパス 庄和インターチェンジ
  - 埼玉県道321号西金野井春日部線

公共交通機関を利用する場合
- 東武伊勢崎線・春日部駅より朝日バス 関宿中央ターミナル行きに乗車し、「農協センター前」下車。
- 東武野田線・南桜井駅より春バス（春日部市コミュニティバス）に乗車し、「道の駅庄和」下車。

## 周辺
- 春日部市役所庄和総合支所
- 庄和総合公園
- 庄和中央病院
- 庄和郵便局
- 埼玉県立庄和高等学校
- 江戸川